# Reinhard M. Hübner
Reinhard Maria Hübner (* 26. Oktober 1937 in Oppeln, Provinz Oberschlesien) ist ein deutscher römisch-katholischer Theologe.

## Leben
Hübner studierte römisch-katholische Theologie und spezialisierte sich in Patrologie, unter anderem bei Ernst Dassmann. An der Universität Bonn wurde er 1970 promoviert und 1976 habilitiert. Er war als Hochschullehrer für Kirchengeschichte des Altertums und Patrologie von 1978 bis 1990 an der Gesamthochschule Eichstätt und von 1990 bis 2003 an der Universität München tätig.
Vor allem Hübners Vorschlag zu einer Neudatierung der Briefe des Ignatius von Antiochien ins späte statt wie üblich ins frühe 2. Jahrhundert n. Chr. wurde kontrovers diskutiert. Die Datierung der Ignatiusbriefe hat zum Beispiel Folgen für die Geschichte der Entstehung des Bischofsamts.

## Werke (Auswahl)
- Die Einheit des Leibes Christi bei Gregor von Nyssa. Untersuchungen zum Ursprung der „physischen“ Erlösungslehre (= Philosophia patrum. Nr. 2). Brill, Leiden 1974, ISBN 978-90-04-03788-5 (377 S., Dissertation).
- Der Gott der Kirchenväter und der Gott der Bibel. Zur Frage der Hellenisierung des Christentums. Antrittsvorlesung am 19.6.1978 an der Gesamthochschule Eichstätt (= Eichstätter Hochschulreden. Nr. 16). Minerva, München 1979, ISBN 978-3-597-30016-6 (32 S.).
- Reinhard M. Hübner (Hrsg.): Der Dienst für den Menschen in Theologie und Verkündigung. Festschrift für Bischof Alois Brems (= Eichstätter Studien, N.F. Nr. 13). Pustet, Regensburg 1981, ISBN 978-3-7917-0691-7 (406 S., als Herausgeber).
- Die Schrift des Apolinarius von Laodicea gegen Photin (Pseudo-Athanasius, contra Sabellianos) und Basilius von Caesarea (= Patristische Texte und Studien. Nr. 30). de Gruyter, Berlin 1989, ISBN 978-3-11-011447-8 (322 S., Habilitation).
- Der Paradox Eine. Antignostischer Monarchianismus im zweiten Jahrhundert. Mit einem Beitrag von Markus Vinzent (= Supplement to Vigiliae Christianae. Nr. 50). Brill, Leiden 1999, ISBN 978-90-04-11576-7 (332 S.).